# Comunitate
Comunitatea reprezintă un grup de oameni care împart interese, credințe sau norme de viață comune. Este totalitatea locuitorilor unei localități, ai unei țări etc.
Termenul comunitate înseamnă  și faptul de a fi comun mai multor lucruri sau ființe, posesiune în comun.